# West Ness
West Ness – osada w Anglii, w hrabstwie North Yorkshire, w dystrykcie (unitary authority) North Yorkshire, w civil parish Nunnington. Leży 9 km od miasta Helmsley. W 1881 roku civil parish liczyła 65 mieszkańców. West Ness jest wspomniana w Domesday Book (1086) jako Neisse/Nesse.